# 科比列市鎮

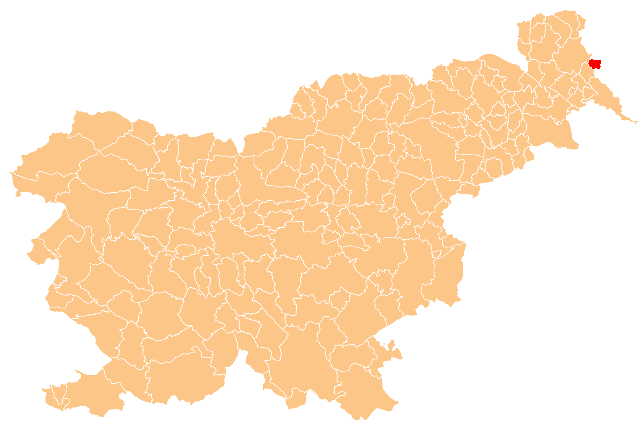
科比列市鎮於斯洛維尼亞的位置

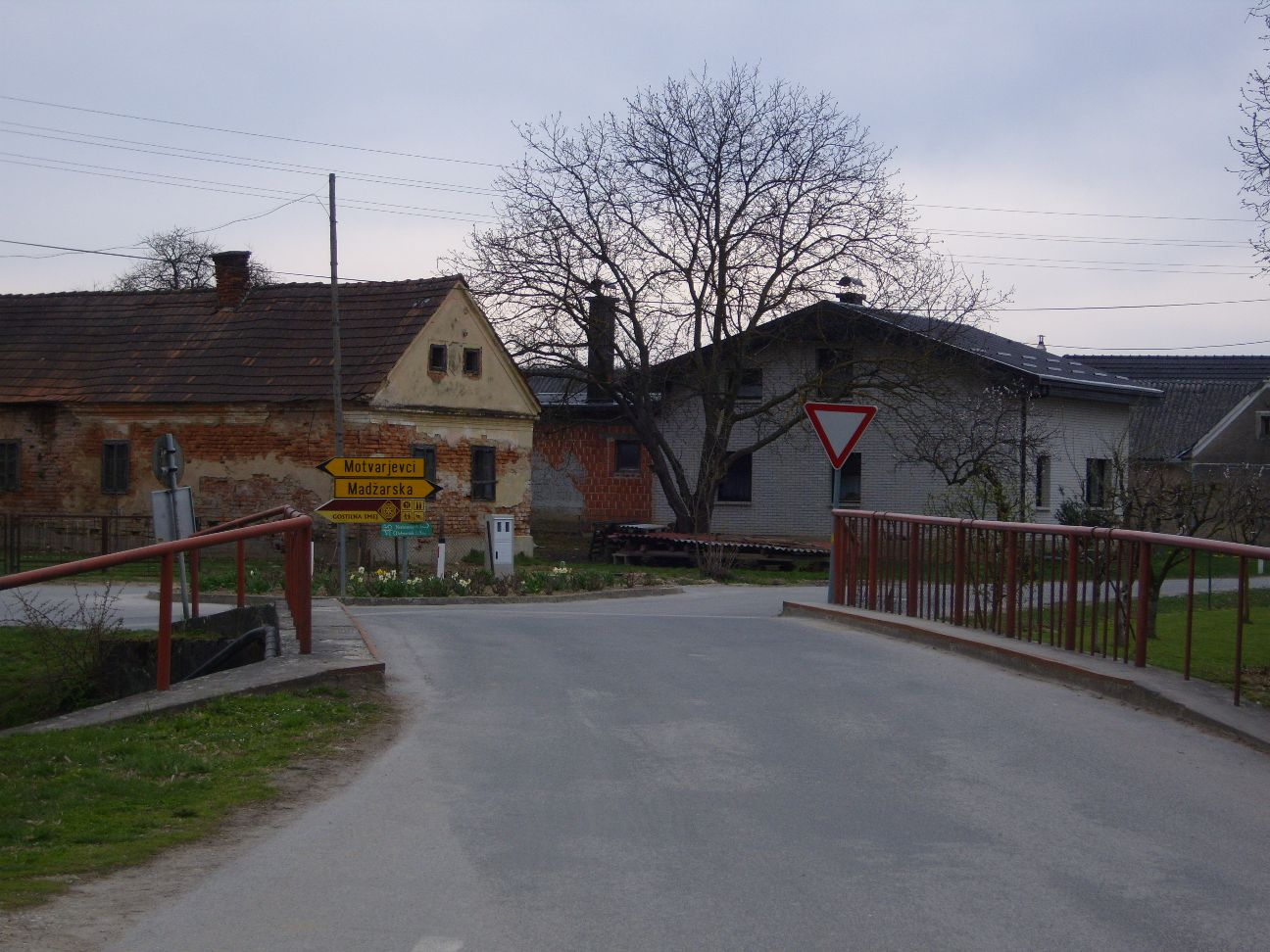
科比列

科比列市鎮是斯洛文尼亞東北部的一個市镇，行政中心及唯一聚居地为科比列，與匈牙利接壤。市镇面積为19.7平方公里，2020年人口数量为545人。
该市镇设立于1994年，自倫達瓦市鎮析出。

## 外部連結
- 官方网站  （斯洛文尼亚文）
- Kobilje on Geopedia （页面存档备份，存于）